# Macromia magnifica
Macromia magnifica – gatunek ważki z rodziny Macromiidae. Występuje na terenie Ameryki Północnej i Ameryki Środkowej.